# Sundbyvester
Sundbyøster er en bydel i Amager Vest i København. Den er en del af Sundbyerne.
Sundbyøster var i 2002-2007 en administrativ bydel, som efterfølgende administrativt blev sammenlagt med Vestamager under navnet Amager Vest.[kilde mangler]

## Historie
Frem til anden halvdel af 1800-tallet var København en fæstningsby og som sådan omgivet dels af forsvarsværker, dels af en demarkationslinje. Denne indebar, at der i en vis afstand fra forsvarsværkerne ikke måtte ske bebyggelse, men dette forhindrede ikke, at landsbyerne Sundbyøster og Sundbyvester kunne ligge uden for demarkationslinjen.
Hen imod slutningen af 1800-tallet begyndte København at vokse også på Amager, hvor der med tiden udviklede sig et arbejder- og fabrikskvarter.
Ved kongelig resolution af 8. juli 1878 blev Sundbyøster og -vester Sogn (oftest omtalt under et som Sundbyerne) udskilt af Tårnby Sogn. Opgørelser viste, at befolkningsudviklingen i anden halvdel af 1800-tallet i Sundbyerne som helhed var følgende:
1860 - 4.610 indbyggere
1870 - 6.774
1880 - 9.923
1890 - 13.310
1901 - 22.340
Ved kongelig resolution af 17. april 1900 og i henhold til lov af 3. april 1900 blev Sundbyerne fra 1. januar 1902 i verdslig henseende indlemmede i staden København.
Omkring århundredeskiftet blev Sundbyerne beskrevet som følger:
I Sognet de sammenvoksede Byer Sundbyvester og Sundbyøster med Kirke, Præstebolig, 4 Kommuneskoler (1/1 1896: 1730 Elever og 13 Lærere og 12 Lærerinder) — i Centralskolen paa Østergade findes Sogneraadets Forsamlingssal —, flere private Skoler, en privat Realskole, Apotek, Distriktslæge (for Amager), Asyl, Arbejdsanstalt og Sygehus for Sundby Sogn, opført 1894 ved Kastrupvejen (efter Tegn. af Arkitekterne Momme og Olesen) ved Midler, der ere skænkede af Etatsraad L. P. Holmblad; den bestaar af 4 Bygninger med Maskinhus, Varmeapparat, Kapel, Detentionslokaler, Boliger for Funktionærerne osv.; Arbejdsanstalten har Plads for omtr. 180, Sygehuset for 24 Personer. Desuden Postekspedition, Telegraf- og Telefonstation, Politistation, Sporvognsforbindelse med Kjøbenhavn, og flere betydelige Fabrikanlæg samt de af Arbejdernes Byggeforening opførte Arbejderboliger. Disse Fabrikker og Arbejderboliger have efterhaanden ganske betaget Sundbyerne Præget af Landsbyer og givet dem et helt købstadsmæssigt Udseende med høje Huse, Butikker og talrige handlende og Haandværkere, og i Virkeligheden maa Sundbyerne betragtes som en kjøbenhavnsk Forstad, skønt der ogsaa findes en Del mindre Landbrug og flere større Gartnerier, der have Afsætning af Grøntsager til Hovedstaden. — Af Fabrikkerne nævnes: Fredens Møllers Fabrikker (den første Svovlsyrefabrik i Norden, anlagt 1833; Aktieselskab fra 1846, Aktiekapital 600,000 Kr.), der beskæftige omtr. 60 Arbejdere og aarlig producere omtr. 8 Mill. Pd. Svovlsyre, 1,100,000 Pd. blød Sæbe, 900,000 Pd. Olie, 1,800,000 Pd. Oliekager og 9,500,000 Pd. kunstig Gødning (desuden Filial ved Mundelstrup i Jylland). De Holmbladske Fabrikker (grl. i Begyndelsen af 19. Aarh.), der beskæftige omtr. 130 Arbejdere og bestaa af en Oliemølle, der aarlig producerer omt. 1,200,000 Pd. Olie og 2,300,000 Pd. Oliekager, et Sæbesyderi (aarlig Produktion omtr. 5000 Tdr.) og et mindre Lakstøberi. Jak. Holm & Sønners Dampreberbane „Oliegren" (grl. 1805), beskæftiger 120-150 Arbejdere og producerer omtr. 1 Mill. Pd. Reb og Tovværk aarlig; ved Siden heraf drives en mindre Limfabrik. Tændstikfabrikken „Godthaab“ (Aktieselskab, oprettet 1883, Aktiekapital: 200,000 Kr.) med omtr. 180 Arbejdere. Fabrikken „Randers“ med omtr. 20 Arbejdere producerer Artikler til teknisk Brug. Endvidere findes der Kaffesurrogatfabrikkerne „Kjøbenhavn“ og „Atlas“, en Konservesfabrik, et Garveri m. m. — I Sundbyernes Spareforening (opr. 1/9 1889) var Sparernes Tilgodeh. 31/3 1894: 7550 Kr., Rentefoden 3 pCt., Reservefonden 350 Kr., Antal af Konti 251.
I Sognet ligge desuden Hærens Exercerplads, Militærbygningerne og Skydebane paa Amager Fælled; flere Krudttaarne ved Østkysten, Rødekro og Stjernekro. I 1894 er der ved Sundbyerne paabegyndt Anlægget af et Villakvarter, der skal omfatte omtr. 17 Tdr. Ld.